# 小林稔 (写真家)
小林 稔（こばやし みのる、1955年 - ）は、自動車写真家。日本レース写真家協会会長。長女はジャズ、フュージョンミュージシャンの小林香織。

## 略歴
神奈川県立茅ヶ崎北陵高等学校を経て、日本大学芸術学部写真学科を卒業後、自動車雑誌「CAR GRAPHIC」の社員カメラマンとして8年勤務。独立後は自動車専門誌や一般誌の新車試乗記、メーカーのカタログなどアウトドア、スタジオを問わずクルマとモータースポーツの写真を撮り続ける。現在、スーパーフォーミュラ、SUPER GTのオフィシャル・フォトグラファーを務め、ル・マン24時間レースなど国内外で年間20レース以上を撮影する。その傍ら、写真雑誌CAPAの「流し撮りGP」の審査も担当している。日本レース写真家協会（JRPA）会長。